# شب‌زنده‌داران (فیلم ۱۹۳۰)
شب‌زنده‌داران با نام اصلی جغدهای شب (انگلیسی: Night Owls) فیلمی در ژانر کمدی و زوج هنری به کارگردانی جیمز پروت است که در سال ۱۹۳۰ منتشر شد.

## بازیگران
- استن لورل
- اولیور هاردی
- ادگار کندی
- جیمز فینلیسون
- بالدوین کوک
- هری برنارد